# Вехтер, Генрих Герман
Ге́нрих Ге́рман Ве́хтер (нем. Heinrich Hermann Wächter; 13 января 1818, Ганновер — 22 апреля 1881, Выборг) — немецкий органист и музыкальный педагог, с 1841 года работавший в Финляндии. Дед Хуго Шлемюллера.
Приехал в Санкт-Петербург из Любека, но уже в 1845 году обосновался в Выборге. Органист немецко-шведской общины (собор Петра и Павла), одновременно преподавал музыку в немецкой школе для мальчиков Бема (среди его учеников пианист Логин Задлер), шведской женской гимназии, финском реальном лицее и других учебных заведениях Выборга. Руководитель выборгских хоровых коллективов. Широко использовал в преподавании народные песни наряду с классическим и церковным материалом, в 1864 году опубликовал первый песенник для учащихся на финском языке «50 школьных песен» (фин. 50 Koulu-Laulua), включавший, в том числе, песни на стихи Топелиуса и Рунеберга, затем в 1871 году опубликовал также «50 избранных гимнов» (швед. 50 valda psalmer). Также в 1869 году основал первый в Выборге музыкальный магазин.